# Carvalhal (Bombarral)
Carvalhal é uma povoação portuguesa sede da Freguesia de Carvalhal do Município do Bombarral, freguesia com 32,34 km² de área e 2393 habitantes (censo de 2021), tendo, por isso, uma densidade populacional de 74 hab./km².

## História
A ocupação humana da região é muito antiga, conforme o testemunham os vestígios da presença de Fenícios, sucedidos por Romanos e Muçulmanos.
Em seu território encontra-se a aldeia de Barrocalvo.

## Geografia
A região apresenta traços naturais não muito adulterados, como por exemplo a centenária "Mata do Castanhal" e a ribeira, atravessada por uma ponte medieval que durante muitos anos foi erradamente classificada como sendo romana, o que seguramente não corresponde à verdade.
A exiguidade do caudal da ribeira, facilmente transponível  a vau, não justificaria a construção de uma ponte. Por outro lado nas proximidades não há nenhum vestígio de via romana, que teria forçosamente de existir.
Aqui também se encontra uma fonte de água férrea.

## Televisão
A série da RTP, Bem-Vindos a Beirais, foi gravada nesta aldeia.

## Património edificado
- Casa Alpendrada, na Travessa de São José e Rua do Hospital
- Capela do Carvalhal
- Ermida de Nossa Senhora do Socorro
- Igreja do Santíssimo Sacramento (Carvalhal)
- Quinta dos Loridos
- Santuário do Bom Jesus do Carvalhal
- Torre do Carvalhal (Torre dos Lafetat)

## Demografia
A população registada nos censos foi:
| Distribuição da População por Grupos Etários | Distribuição da População por Grupos Etários | Distribuição da População por Grupos Etários | Distribuição da População por Grupos Etários | Distribuição da População por Grupos Etários |
| -------------------------------------------- | -------------------------------------------- | -------------------------------------------- | -------------------------------------------- | -------------------------------------------- |
| Ano                                          | 0-14 Anos                                    | 15-24 Anos                                   | 25-64 Anos                                   | > 65 Anos                                    |
| 2001                                         | 403                                          | 363                                          | 1484                                         | 684                                          |
| 2011                                         | 292                                          | 277                                          | 1363                                         | 702                                          |
| 2021                                         | 284                                          | 175                                          | 1166                                         | 768                                          |